# District historique de Murie Ranch
Le district historique de Murie Ranch – en anglais Murie Ranch Historic District – est un district historique du comté de Teton, dans le Wyoming, aux États-Unis. Protégé au sein du parc national de Grand Teton, il est inscrit au Registre national des lieux historiques depuis le 24 août 1998 et est classé National Historic Landmark depuis le 17 février 2006. Inscrite au Registre national dès le 23 avril 1990, la Murie Residence en est une propriété contributrice.